# 3439 Lebofsky
3439 Lebofsky è un asteroide della fascia principale. Scoperto nel 1983, presenta un'orbita caratterizzata da un semiasse maggiore pari a 2,7449176 au e da un'eccentricità di 0,1349917, inclinata di 4,74375° rispetto all'eclittica.